# 单叶紫堇
单叶紫堇（学名：Corydalis ludlowii）为罂粟科紫堇属下的一个种。

## 扩展阅读
維基物種上的相關：单叶紫堇